# Wincencja Maria Poloni
Wincencja Maria Poloni, właśc. Ludwika Poloni, wł. Luigia Poloni (ur. 26 stycznia 1802 w Weronie w Wenecji Euganejskiej, zm. 11 listopada 1855 tamże) – włoska zakonnica, współzałożycielka zgromadzenia zakonnego Sióstr Miłosierdzia, błogosławiona Kościoła rzymskokatolickiego.
Pochodziła z religijnej rodziny. Była ostatnim z dwanaściorga dzieci swoich rodziców. Gdy w 1836 roku doszło do epidemii cholery, zaczęła opiekować się chorymi. Założyła wespół z bł. Janem Karolem Steebem, który napisał regułę zakonną, Instytut Sióstr Miłosierdzia (wł. Istituto Sorelle della Misericordia). W dniu 10 września 1848 złożyła śluby zakonne i przyjęła imię Wincencja Maria. Wspólnie z siostrami zakonnymi otoczyła opieką chorych i osierocone dzieci.
Gdy zachorowała na raka o. Jan Karol udzielił jej sakramentu namaszczenia. Matka Wincencja Maria zmarła, mając 53 lata, w opinii świętości.
Za jej wstawiennictwem została uzdrowiona w 1939 roku s. Virginia Agostini.
28 kwietnia 2006 papież Benedykt XVI podpisał dekret o heroiczności jej cnót i od tej pory przysługiwał jej tytuł Czcigodnej Służebnicy Bożej. 17 grudnia 2007 podpisał również dekret uznający cud za jej wstawiennictwem, co otworzyło drogę jej beatyfikacji. Jej ogłoszenie do chwały błogosławionych odbyło się 21 września 2008 roku.
27 stycznia 2025 papież Franciszek podpisał dekret uznający cud za wstawiennictwem bł. Wincencji Marii Polonii, co otwiera drogę do jej kanonizacji. Data jej wyniesienia do chwały świętych została ogłoszona na konsystorzu, który odbył się 13 czerwca 2025.